# Christophorikirche (Breslau)

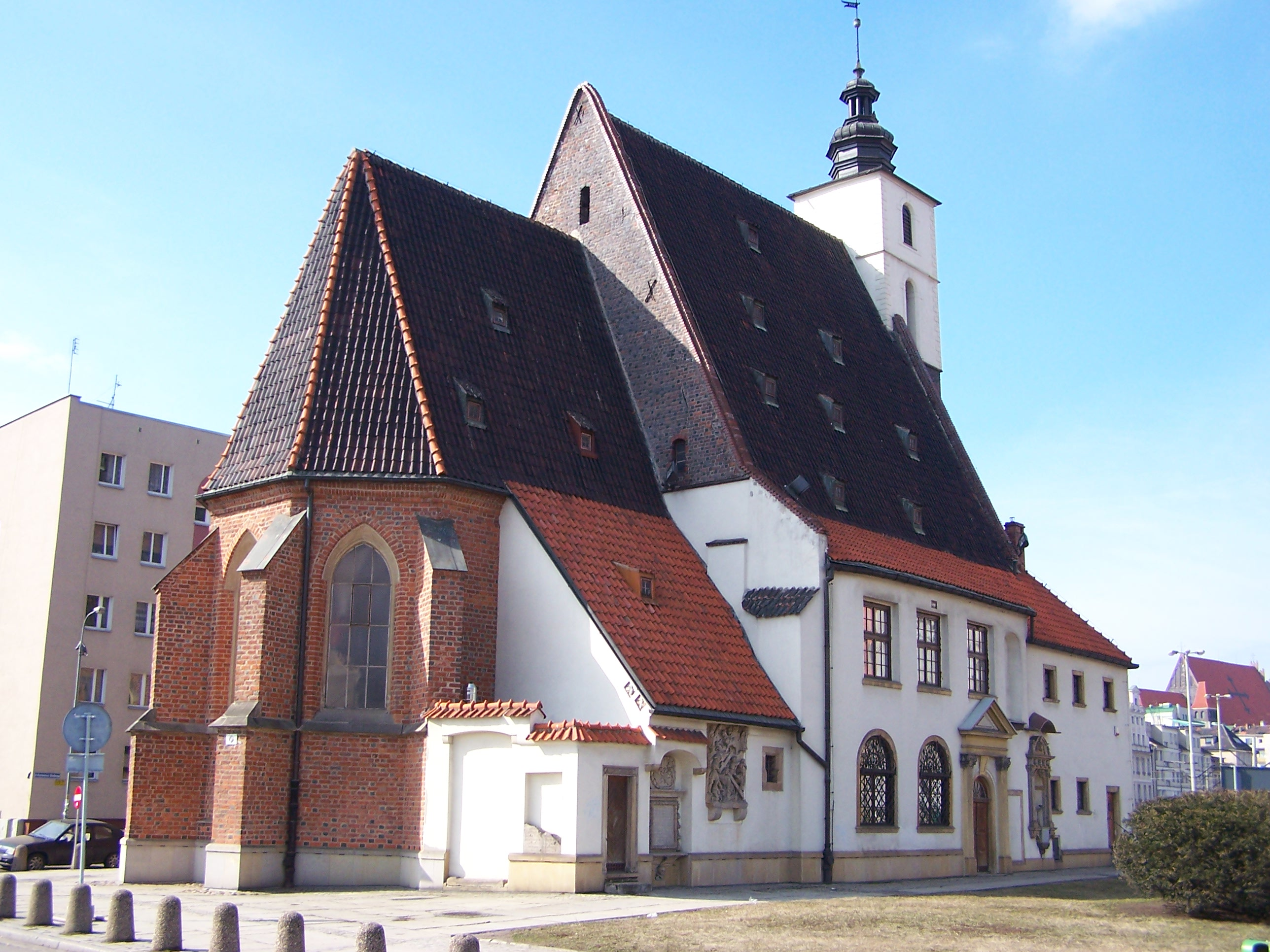
Die evangelische Christophorikirche in Breslau

Die Christophorikirche (auch Christophori-Kirche, polnisch Kościół św. Krzysztofa) ist eine evangelische Kirche am südöstlichen Rand der Breslauer Altstadt.
Die Kirche steht am Christophoriplatz (pl. św. Krzysztofa) neben der in den 1970er Jahren fertiggestellten Ost-West-Straße (Trasa W-Z). Diente sie in früheren Zeiten als evangelisches Gotteshaus mit polnisch- und tschechischsprachigen Gottesdiensten, so finden hier seit 1958 jeden Sonntag deutschsprachige evangelische Gottesdienste statt. Seit 1993 ist sie Pfarrkirche der Kirchengemeinde St. Christophori in Breslau (deutschsprachig).

## Geschichte

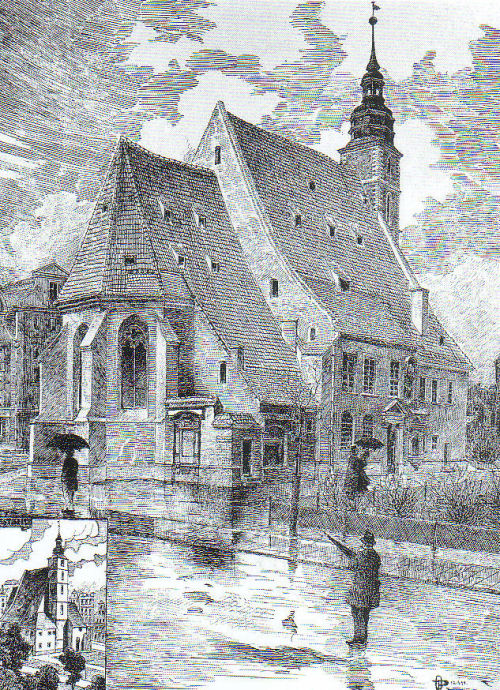
Christophorikirche im 19. Jahrhundert auf einer Zeichnung von Otto Ferdinand Probst (1866–1923)

### 13. bis 19. Jahrhundert
Seit 1267 stand an der Stelle der heutigen Christophorikirche eine der Maria von Ägypten geweihte Friedhofskapelle der Magdalenenkirche, als deren Bauherr Wladislaw von Schlesien genannt wird. Ab 1343 feierte hier die Breslauer Zunft der Kürschner ihre Gottesdienste.
Um 1410 wurde die Kapelle im gotischen Stil zu einer Kirche ausgebaut. Der einschiffige, dreijochige Backsteinbau auf einer Grundfläche von 32 mal 16 Metern geht auf den Architekten Heinrich Frankenstein zurück. Das Kirchenschiff wurde mit einem Netzgewölbe und das einjochige fünfeckige Presbyterium mit einem Kreuzrippengewölbe versehen, das steile Dach mit Dachziegeln gedeckt. Das neue Kirchengebäude wurde dem heiligen Christophorus geweiht. 1461 wurde ein viereckiger Turm mit einem pyramidenförmigen bleigedeckten Helmdach errichtet. 1539 erhielt der Kirchturm eine Uhr, und 1575 erfolgte eine Umgestaltung des Turms im Renaissancestil. 1602 wurde die Sakristei hinzugefügt.
Im Zuge der Reformation wurde die Kirche 1523 evangelisch. Ab 1619 wurde der lutherische Katechismus auf Polnisch gelehrt, und 1646 veröffentlichte der Leiter der Schule Michał Kusz ein Lehrbuch der polnischen Sprache.
Im 18. und Anfang des 19. Jahrhunderts wurden in der Kirche sowohl polnische als auch deutsche Gottesdienste abgehalten. Ab 1829 waren es nur noch deutsche Gottesdienste.

### Nach 1945

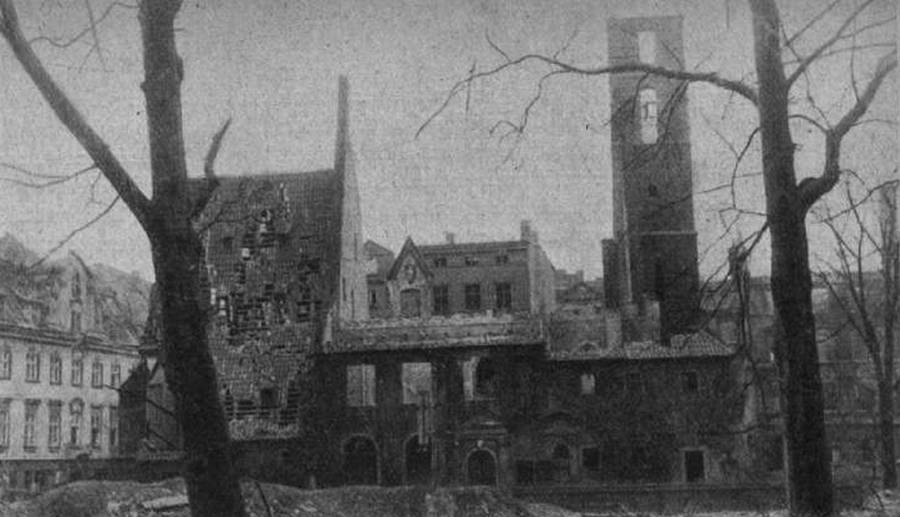
Das zerstörte Kirchengebäude 1945

Auf Grund der sowjetischen Bombenangriffe während der Belagerung Breslaus brannte die Kirche aus, wobei unter anderem das Netzgewölbe und die Fenster zerstört wurden.
Nach der Katholisierung der Elisabethkirche am 2. Juli 1946 und anderer Kirchengebäude waren die Christophorikirche und die vormals evangelisch-reformierte Hofkirche, die auch Sitz der evangelischen Diözese Breslau ist, die beiden einzig evangelisch gebliebenen Gotteshäuser in Breslau.
In den Jahren 1947–1949 sowie 1957–1958 wurde sie unter Mitwirkung des Architekten Edmund Małachowicz saniert. Bei der Rekonstruktion wurden auch Teile der Innenausstattung zerstörter bzw. aufgegebener Kirchen in Schlesien verwendet.
1958 überließ die evangelische Gemeinde in Breslau die Christophorikirche den nach der Vertreibung zurückgebliebenen evangelischen Breslauer Deutschen, aber ohne eigene Gemeindeinstitutionen.
1966 wurde die Fassade renoviert und 1969–1970 die barocke Kuppel erneuert. In den 1970er Jahren fielen dem Bau der Ost-West-Straße (Trasa W-Z) einige alte Gebäude der Umgebung zum Opfer.

### Gotteshaus der Kürschnerzunft
Seit der zweiten Hälfte des 13. Jahrhunderts hatte sich die Zunft der Kürschner zur reichsten und angesehensten Innung Breslaus entwickelt, in den politischen Kämpfen des 14. Jahrhunderts spielten die Kürschner die erste Rolle. Im Jahr 1343 übernahm es die Kürschnerzunft, für die Christopherikirche zu sorgen. Ihre Meister wohnten an der Ohlauer Straße, die damals noch Kürschnerbrücke genannt wurde, nach 1500 wurde die Bezeichnung „Ohlische Gasse“ eingeführt. Im selben Jahr stifteten sie einen Altar und brachten seit 1384 Geldmittel auf, mit denen ein Geistlicher eingestellt wurde.
Als die Kapelle den Ansprüchen der Meister nicht mehr genügte – sie war gleichzeitig ein Filial der St.-Maria-und-Magdalenen-Kirche – veranlassten sie nach 1940 einen, mit anderen Orten vergleichsweise eher kleinen Neubau in der heutigen Form, der Turm kam 1461 dazu, die seitlichen Anbauten im 16. Jahrhundert. Die Kürschner sorgten über die Jahre hinweg für „ihre“ Kirche. 1939 wurde eine Schlaguhr gestiftet, 1975 die zierliche „wälsche“ Haube für den Glockenturm. Mit der Übernahme des Patronats brachten die Kürschner recht erhebliche Summen zur Erhalt der Kirche auf.
Das Engagement der Kürschner war allerdings nicht völlig uneigennützig, aus ihrer Fürsorge leiteten sie manche Rechte ab. Unter dem Kirchendach befanden sich geräumige Kammern, in denen bei guter Durchlüftung Pelze und Felle gelagert wurden. Angelehnt an die Kirchenmauern befanden sich kleine hölzerne Verkaufsstände der Kürschner, eine zwar auch andernorts durchaus übliche Gepflogenheit – dort allerdings meist nur zum Verkauf von Devotionalien. Auch hatte der „Zechbote“, der Austräger der Zunft, dort seine Wohnung. Erst 1881 wurden an der Seite der Weidenstraße die letzten Verkaufsstände der Kürschner abgebrochen.
Zahlreiche Grabsteine zeugten zumindest noch 1967 von der engen Verbundenheit der Christopherikirche mit der Kürschnerschaft.

## Heutige Gemeinde

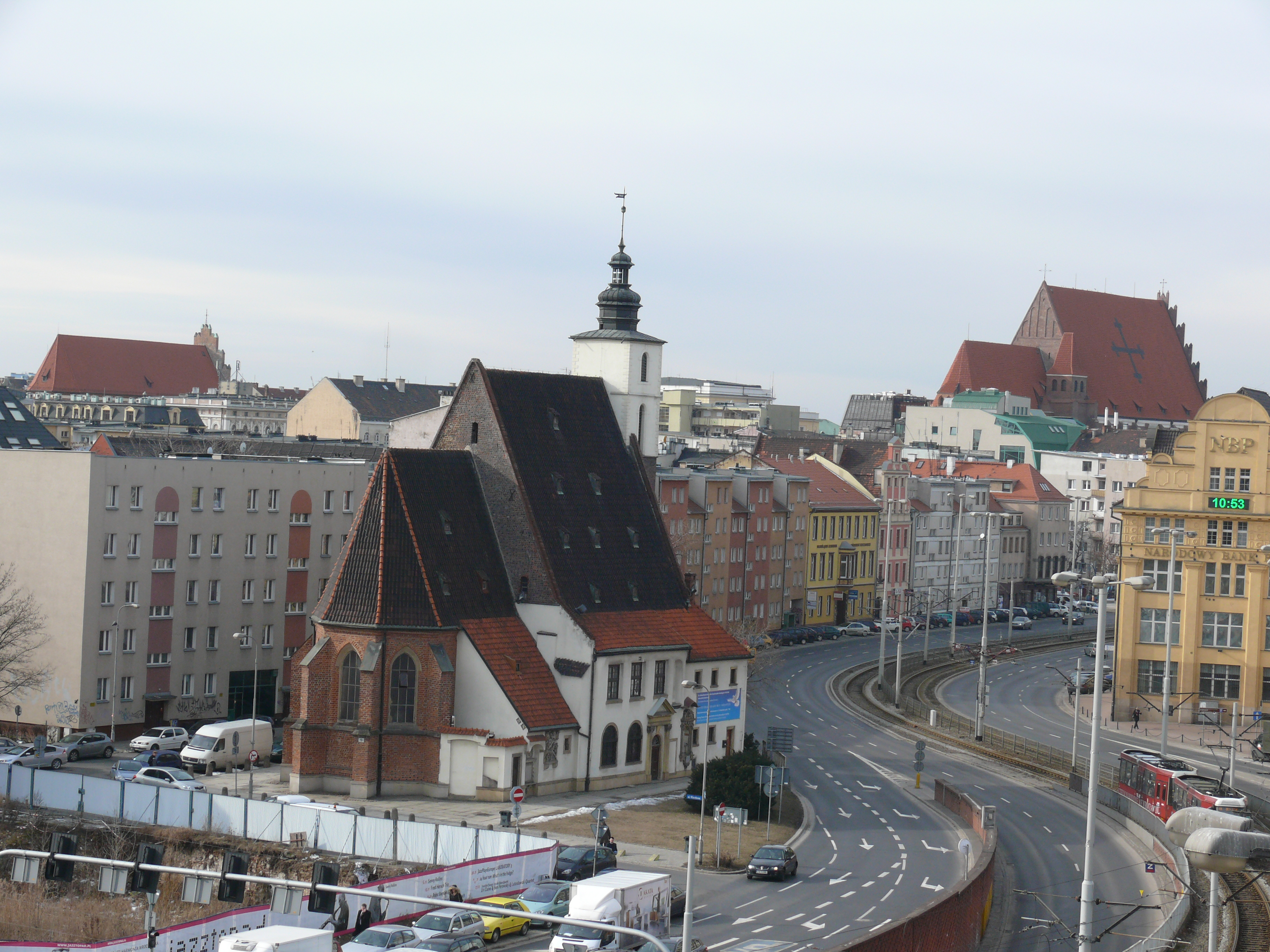
Die städtebauliche Umgebung der Kirche

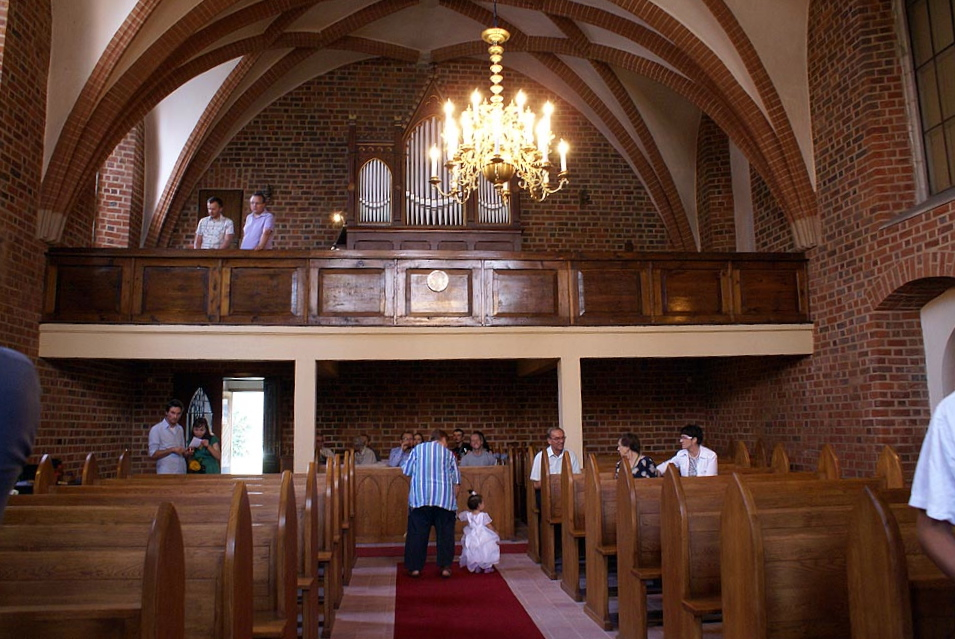
Innenansicht zur Orgelempore

1993 wurde in Polen erstmals nach dem Zweiten Weltkrieg wieder eine deutschsprachige evangelische Kirchengemeinde gegründet, die Christophorigemeinde in Breslau und Niederschlesien, deren Sitz die Christophorikirche ist.
Filialgemeinden, die ein- bis zweimal monatlich deutschsprachige Gottesdienste in den Kirchen der jeweiligen polnischen evangelischen Gemeinden feiern, befinden sich in Hirschberg-Bad Warmbrunn (Erlöserkirche), Liegnitz (Liebfrauenkirche), Lauban (Frauenkirche), Schweidnitz (Friedenskirche) und Waldenburg (Erlöserkirche).
Wie zuvor finden in der Breslauer Christophorikirche jeden Sonntag um 10 Uhr deutschsprachige Gottesdienste statt. Die meisten Gottesdienstbesucher sind inzwischen Deutsche, die nach 1990 nach Breslau gezogen sind.
Darüber hinaus gibt es zu anderen Zeiten methodistische Gottesdienste in koreanischer und anglikanische Gottesdienste in englischer Sprache, außerdem evangelisch-reformierte Gottesdienste in polnischer Sprache.
Die Christophorikirche ist heute neben der Hofkirche und Gustav-Adolf-Kirche eines von drei Gotteshäusern der Evangelisch-Augsburgischen Kirche in Breslau und das einzige mit deutschsprachigen Gottesdiensten.

## Orgel

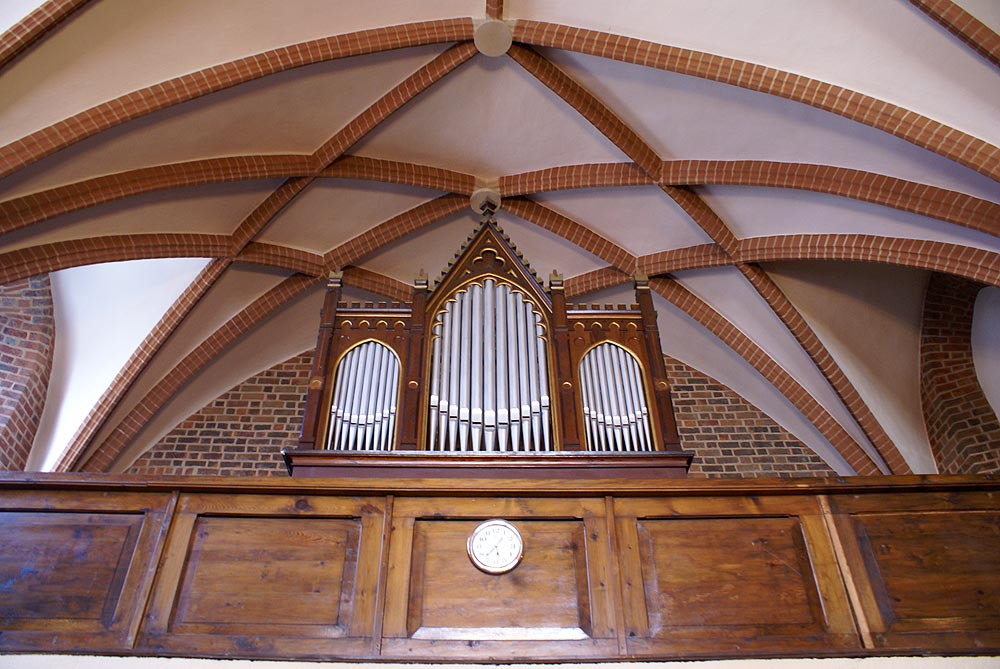
Blick auf die Orgel

Die Orgel wurde von der Orgelbaufirma Schlag & Söhne erbaut. Das Schleifladen-Instrument hat 12 Register auf zwei Manualwerken und Pedal. Die Trakturen sind pneumatisch.
| I. Manualwerk C–f3 |       |
| Burdon             | 16′   |
| Principal          | 8′    |
| Gedeckt            | 8′    |
| Octave             | 4′    |
| Gemshornquinte     | 2 ⁄3′ |
| Superoctave        | 2′    |

| II. Manualwerk C–f3 |    |
| Salicet             | 8′ |
| Portunal            | 8′ |
| Flöte               | 4′ |
| Dolce               | 4′ |

| Pedalwerk C–d1 |     |
| Subbass        | 16′ |
| Dulciana       | 8′  |